# Vindusara metachromata
Vindusara metachromata là một loài bướm đêm trong họ Geometridae.